# Courgent
Courgent est une commune française située dans le département des Yvelines, en région Île-de-France.

## Géographie
- 1Carte dynamique
- 2Carte Openstreetmap
- 3Carte topographique
- 4Carte avec les communes environnantes

### Situation
La commune de Courgent est située dans la vallée de la Vaucouleurs, dans l'ouest du département des Yvelines, à 13 km environ au sud-ouest de Mantes-la-Jolie, sous-préfecture, et à 42 km environ au nord-ouest de Versailles, préfecture du département.

### Communes voisines
Les communes limitrophes sont Montchauvet à l'ouest, Mulcent au sud, Septeuil à l'est et Boinvilliers au nord.

### Hydrographie
La commune est irriguée par la Vaucouleurs, petite rivière de 22 km de long qui coule dans la partie nord du territoire communal dans le sens ouest-est avant de s'infléchir vers le nord pour se jeter dans la Seine à Mantes-la-Ville.

### Territoire
Le territoire de la commune de Courgent occupe le fond de la vallée de la Vaucouleurs entre Septeuil et Montchauvet, et déborde sur le plateau du Mantois vers le sud et surtout vers le nord.
La plus grande partie (80 %) du territoire est restée rurale, consacrée à la grande culture céréalière sur le plateau, les parties boisées, (environ 30 % du total) se trouvant principalement sur les versants de la vallée. Le centre habité ancien se trouve dans le fond de la vallée, l'habitat individuel, assez dispersé s'est étendu surtout vers le sud, sur le versant et sur le rebord du plateau en limite de la commune de Mulcent.

### Transports et voies de communications

#### Réseau routier
La commune est desservie par la route départementale D 11 qui relie Thoiry à Bréval via Septeuil.

#### Bus
La commune est desservie par les lignes 2 et 60 du réseau de bus Centre et Sud Yvelines.

### Climat
Pour des articles plus généraux, voir Climat de l'Île-de-France et Climat des Yvelines.
En 2010, le climat de la commune est de type climat océanique dégradé des plaines du Centre et du Nord, selon une étude du CNRS s'appuyant sur une série de données couvrant la période 1971-2000. En 2020, Météo-France publie une typologie des climats de la France métropolitaine dans laquelle la commune est exposée à un climat océanique et est dans la région climatique Sud-ouest du bassin Parisien, caractérisée par une faible pluviométrie, notamment au printemps (120 à 150 mm) et un hiver froid (3,5 °C).
Pour la période 1971-2000, la température annuelle moyenne est de 10,5 °C, avec une amplitude thermique annuelle de 14,2 °C. Le cumul annuel moyen de précipitations est de 662 mm, avec 10,3 jours de précipitations en janvier et 7,8 jours en juillet. Pour la période 1991-2020, la température moyenne annuelle observée sur la station météorologique la plus proche, située sur la commune de Magnanville à 9 km à vol d'oiseau, est de 11,6 °C et le cumul annuel moyen de précipitations est de 641,5 mm,. Pour l'avenir, les paramètres climatiques de la commune estimés pour 2050 selon différents scénarios d'émission de gaz à effet de serre sont consultables sur un site dédié publié par Météo-France en novembre 2022.

## Urbanisme

### Typologie
Au 1er janvier 2024, Courgent est catégorisée commune rurale à habitat dispersé, selon la nouvelle grille communale de densité à sept niveaux définie par l'Insee en 2022.
Elle appartient à l'unité urbaine de Septeuil, une agglomération intra-départementale regroupant deux  communes, dont elle est une commune de la banlieue,,. Par ailleurs la commune fait partie de l'aire d'attraction de Paris, dont elle est une commune de la couronne,. Cette aire regroupe 1 929 communes,.

### Occupation des solssimplifiée
Le territoire de la commune se compose en 2017 de 75,65 % d'espaces agricoles, forestiers et naturels, 10,91 % d'espaces ouverts artificialisés et 13,44 % d'espaces construits artificialisés.

## Toponymie
Le nom de la localité est attesté sous la forme Curgent au XIIIe siècle.
Albert Dauzat a rapproché Courgent de Coulgens (Charente, de Colgante 1281) qu'il juge obscur, même s'il cite l'explication de Jean Talbert qui voit dans Coul- l'élément gallo-roman CŌRTE « cour de ferme, exploitation agricole » (> court, cour ; [r] ayant souvent évolué en [l] devant consonne en français ou inversement), suivi du nom de personne germanique Ganto (cf. Jean Talbert, Origine des noms de lieux, 1928). En effet l'appellatif toponymique court (anciennement curt, cort) des toponymes en -court, Cour(t)- est presque toujours associé a un anthroponyme germanique. D'où le sens global de « ferme de Ganto »[réf. nécessaire].

## Histoire
L'église, nichée au fond de la vallée de la Vaucouleurs, a été construite au XIIIe siècle. Elle fut chantée au début du XXe siècle (1902) par Paul Delmet dans sa chanson La petite église, sa dernière œuvre connue.
Dressé vers 1920, Le monument aux morts de la Première Guerre mondiale (1914-18) qui est situé à proximité de l'église, indique les noms des victimes militaires dont les trois jeunes frères « Brierre », ainsi que celui de Mme François Flameng, épouse de l'artiste qui habite le château de Courgent. Servant comme infirmière de la Croix Rouge Française durant la guerre, elle meurt, en 1919, des suites d'une maladie contractée en service à l'hôpital 19 de Mantes-la-Jolie (actuelle, école Hélène-Boucher), à l'âge de 54 ans.
Dans le cimetière, reposent les corps de sept aviateurs britanniques de la Royal Australian Air Force, dont l'avion s'écrase le 8 juillet 1944 sur le territoire de la commune. Un mémorial a été dédié à ces soldats âgés de 19 à 23 ans.

## Politique et administration

### Liste des maires
| Période                                  | Période  | Identité         | Étiquette | Qualité         |
| ---------------------------------------- | -------- | ---------------- | --------- | --------------- |
| Les données manquantes sont à compléter. |          |                  |           |                 |
| 1912                                     | 1917     | François Flameng |           | Artiste peintre |
| 1929                                     | 1953     | Raoul Lassalle   |           |                 |
| 1953                                     | 1963     | André Décourtye  |           | Arboriculteur   |
| 1963                                     | 1983     | Fernand Dupey    |           | Entrepreneur    |
| 2001                                     | 2014     | Claude Fossé,    |           | Médecin         |
| 2014                                     | En cours | Jean Paul Baron  |           |                 |

### Instances administratives et judiciaires
La commune de Courgent appartient au canton de Bonnières-sur-Seine et est rattachée à la communauté de communes du pays Houdanais.
Sur le plan électoral, la commune est rattachée à la neuvième circonscription des Yvelines, circonscription à dominante rurale du nord-ouest des Yvelines.
Sur le plan judiciaire, Courgent fait partie de la juridiction d’instance de Mantes-la-Jolie et, comme toutes les communes des Yvelines, dépend du tribunal de grande instance ainsi que de tribunal de commerce sis à Versailles,.

## Population et société

### Démographie

#### Évolution démographique
L'évolution du nombre d'habitants est connue à travers les recensements de la population effectués dans la commune depuis 1793. Pour les communes de moins de 10 000 habitants, une enquête de recensement portant sur toute la population est réalisée tous les cinq ans, les populations de référence des années intermédiaires étant quant à elles estimées par interpolation ou extrapolation. Pour la commune, le premier recensement exhaustif entrant dans le cadre du nouveau dispositif a été réalisé en 2007.

En 2022, la commune comptait 398 habitants, en évolution de +4,46 % par rapport à 2016 (Yvelines : +2,72 %, France hors Mayotte : +2,11 %).
| 1793 | 1800 | 1806 | 1821 | 1831 | 1836 | 1841 | 1846 | 1851 |
| ---- | ---- | ---- | ---- | ---- | ---- | ---- | ---- | ---- |
| 234  | 227  | 248  | 197  | 217  | 201  | 197  | 179  | 178  |

| 1856 | 1861 | 1866 | 1872 | 1876 | 1881 | 1886 | 1891 | 1896 |
| ---- | ---- | ---- | ---- | ---- | ---- | ---- | ---- | ---- |
| 186  | 188  | 165  | 148  | 149  | 128  | 153  | 136  | 122  |

| 1901 | 1906 | 1911 | 1921 | 1926 | 1931 | 1936 | 1946 | 1954 |
| ---- | ---- | ---- | ---- | ---- | ---- | ---- | ---- | ---- |
| 133  | 135  | 151  | 112  | 126  | 93   | 85   | 172  | 117  |

| 1962 | 1968 | 1975 | 1982 | 1990 | 1999 | 2006 | 2007 | 2012 |
| ---- | ---- | ---- | ---- | ---- | ---- | ---- | ---- | ---- |
| 124  | 127  | 175  | 246  | 366  | 403  | 393  | 392  | 396  |

| 2017 | 2022 | - | - | - | - | - | - | - |
| ---- | ---- | - | - | - | - | - | - | - |
| 374  | 398  | - | - | - | - | - | - | - |

#### Pyramide des âges
En 2018, le taux de personnes d'un âge inférieur à 30 ans s'élève à 24,2 %, soit en dessous de la moyenne départementale (38 %). À l'inverse, le taux de personnes d'âge supérieur à 60 ans est de 36,6 % la même année, alors qu'il est de 21,7 % au niveau départemental.
En 2018, la commune comptait 188 hommes pour 181 femmes, soit un taux de 50,95 % d'hommes, largement supérieur au taux départemental (48,68 %).
Les pyramides des âges de la commune et du département s'établissent comme suit.
| Hommes | Classe d’âge | Femmes |
| ------ | ------------ | ------ |
| 1,1    | 90 ou +      | 1,1    |
| 5,4    | 75-89 ans    | 7,3    |
| 30,6   | 60-74 ans    | 27,8   |
| 20,6   | 45-59 ans    | 25,0   |
| 17,7   | 30-44 ans    | 14,9   |
| 11,4   | 15-29 ans    | 9,6    |
| 13,2   | 0-14 ans     | 14,2   |

| Hommes | Classe d’âge | Femmes |
| ------ | ------------ | ------ |
| 0,6    | 90 ou +      | 1,4    |
| 6      | 75-89 ans    | 7,8    |
| 13,5   | 60-74 ans    | 14,8   |
| 20,7   | 45-59 ans    | 20,1   |
| 19,6   | 30-44 ans    | 19,9   |
| 18,5   | 15-29 ans    | 16,8   |
| 21,2   | 0-14 ans     | 19,2   |

## Culture locale et patrimoine

### Lieux et monuments
- Église Sainte-Clotilde : église en pierre du XIIIe siècle flanquée d'un clocher carré à flèche effilée couverte d'ardoise. La paroisse a été sous l'Ancien Régime sous le vocable de Saint-Cloud et fut changé après la Révolution[30].

Cette église, construite au bord de la Vaucouleurs, a inspiré les paroles de la chanson de Paul Delmet (paroles de Charles Fallot) La petite église :
Je sais une église au fond d'un hameau

dont le fin clocher se mire dans l'eau

dans l'eau pure d'une rivière…

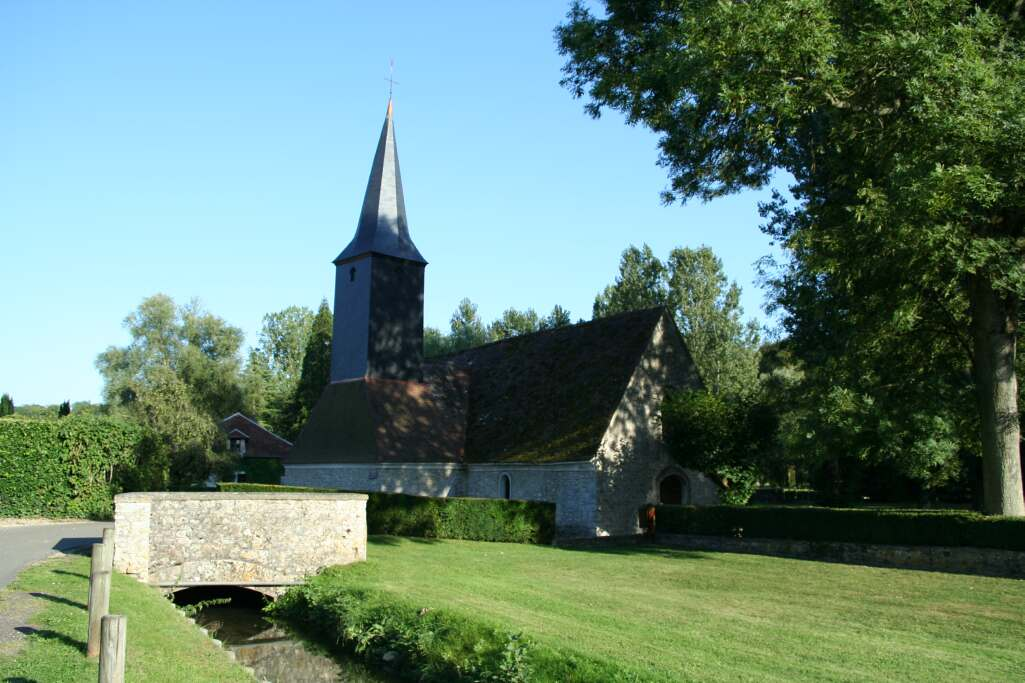
Église Sainte-Clotilde de Courgent

- Château de Courgent, dit aussi de La Tournelle (XVIIIe siècle), possession des comtes d'Eu. Dépendance de Septeuil, elle fut ensuite la propriété de l'artiste peintre Léopold Flameng, puis du peintre François Flameng, son fils.

### Personnalités liées à la commune
- Léopold Flameng (1831-1911), graveur et peintre d'origine belge, a résidé au château de Courgent où il est mort[32].
- François Flameng (1856-1923), fils du précédent, également peintre, a été maire de la commune entre 1912 et 1917[33].
- Paul Delmet (1862-1904), chanteur, a chanté La petite église de Courgent[34].
- Les Charlots, groupe de musique français formé en 1966, ont, eux aussi, résidé dans ce petit village[32].
- Inès de La Fressange (1957-) a été écolière à l’institution de la Tournelle[35].

### Héraldique
| Blason de Courgent | Blason  | De sinople à quatre fasces d'argent engrelées par le haut et cannelées par le bas ; mantelé d'azur chargé en chef d'une fleur de lis d'or et en flancs de deux roues à aubes d'argent posées en perspective et affrontées ; à deux poissons ployés d'argent issant de la troisième fasce, brochant sur les traits du mantelé, le premier à dextre, posé en bande et mouvant du trait supérieur de la fasce, le deuxième à senestre, posé en barre et mouvant du trait inférieur de la fasce. |
| Blason de Courgent | Détails | Le statut officiel du blason reste à déterminer. |